# Đổng Ngạc hoàng quý phi
Hiếu Hiến Đoan Kính Hoàng hậu (chữ Hán: 孝獻端敬皇后; tiếng Mãn: ᡥᡳᠶᠣᠣᡧᡠᠩᡤᠠ
ᠠᠯᡳᠪᡠᠩᡤᠠ
ᡝᠯᡩᡝᠮᠪᡠᡥᡝ
ᡥᡡᠸᠠᠩᡥᡝᠣ, Möllendorff: hiyoošngga alibungga eldembuhe hūwangheo; 1639 - 23 tháng 9, năm 1660), Đổng Ngạc thị, thường được gọi là Đổng Ngạc phi (董鄂妃), Đổng Ngạc Hoàng quý phi (董鄂皇貴妃), Đoan Kính Hoàng hậu (端敬皇后) hoặc Hiếu Hiến Hoàng hậu (孝獻皇后), là một phi tần rất được sủng ái của Thanh Thế Tổ Thuận Trị hoàng đế. Bà thường bị nhầm với Đổng Tiểu Uyển, một kĩ nữ sống vào cuối thời nhà Minh, đầu thời nhà Thanh.
Đổng Ngạc thị là vị Hoàng quý phi tại vị đầu tiên của nhà Thanh. Tình yêu và sự chuyên sủng của Thuận Trị Đế đối với bà là một điểm gây bất bình. Nhiều sử gia cho rằng cái chết nhanh chóng của Thuận Trị Đế là do bị tác động bởi sự ra đi của bà.
Bà là phi tần duy nhất trong lịch sử triều Thanh, tuy chưa từng làm Hoàng hậu hay Nguyên phối Phúc tấn, cũng không sinh ra Hoàng đế kế vị, nhưng vẫn được chồng truy phong thụy hiệu Hoàng hậu sau khi mất, tổ chức tang lễ theo nghi thức của Hoàng hậu, mặc dù đương kim Hoàng hậu (tức Hiếu Huệ Chương Hoàng hậu) vẫn còn đang tại vị. Trong lịch sử Trung Quốc, trường hợp trái điển lệ như vậy từng xảy ra 3 lần vào triều Tống đối với Trương Quý phi của Tống Nhân Tông Triệu Trinh, Lưu An phi và Lưu Quý phi của Tống Huy Tông Triệu Cát.
Thực ra, tang lễ của bà còn vượt qua phạm vi của một Hoàng quý phi, thậm chí so với danh hiệu Hoàng hậu được truy phong. Vì lý do nhạy cảm, cũng như duyên cố của Hiếu Huệ Chương Hoàng hậu mà sau này Thanh Thánh Tổ Khang Hi Đế miễn tế cáo trong mỗi dịp kị nhật và sinh nhật của bà, từ đó xuyên suốt triều Thanh, không một vị Hoàng đế nào làm lễ với bà nữa.

## Thân thế
Đổng Ngạc thị xuất thân Mãn Châu Chính Bạch kỳ, quê quán ở Bát Đạo Giang, Liêu Ninh. Tằng tổ phụ của bà tên gọi là Lỗ Khắc Tố (魯克素), sinh Tịch Hán (席漢) cùng Tịch Nhĩ Thái (席爾泰). Tổ phụ Tịch Hán, sinh ra Ngạc Thạc (鄂碩) - là thân phụ của Đổng Ngạc thị, từng giữ chức Nội thị đại thần trong triều đình nhà Thanh. Không rõ thân mẫu của bà là ai, chỉ biết mẹ kế là Ái Tân Giác La thị, con gái của Bối tử Mục Nhĩ Hỗ và là huyền tôn nữ của Nỗ Nhĩ Cáp Xích. Ngoài ra, Tịch Nhĩ Thái sinh ra Ba Độ (巴度), thân sinh của Trinh phi Đổng Ngạc thị, cũng là một phi tần của Thuận Trị Đế.
Những năm Thuận Trị, Ngạc Thạc vâng mệnh Nam chinh, thường đóng quân ở Tô Châu, Hàng Châu, Hồ Châu, Đổng Ngạc thị có lẽ được sinh ra tại đây. Lớn lên ở vùng Giang Nam, dường như Đổng Ngạc thị chịu không ít ảnh hưởng văn hóa và tư duy ở nơi này, do vậy bà rất rành chữ Hán. Em trai bà, Đại tướng quân Phí Dương Cổ (费扬古) cũng rất am hiểu Hán học.
Tuy nhiên, thân thế của Đổng Ngạc thị luôn là đề tài tranh luận, bên cạnh Chính sử ghi chép, Đổng Ngạc thị còn được tin theo 2 thuyết khác nhau, tất cả đều đã bị bác bỏ:
- Cho rằng là Đổng Tiểu Uyển: Nàng Đổng Tiểu Uyển là một trong Tần Hoài bát diễm, thanh lệ có tiếng. Theo truyền thuyết này, Thanh quân Thống soái Hồng Thừa Trù đã bắt Đổng Tiểu Uyển dâng lên Thuận Trị Đế, có thuyết lại nói là Dự Thân vương Đa Đạc. Loại thuyết này xuất hiện chủ yếu ở những tiểu thuyết hay phim ảnh, nhằm mục đích cho câu chuyện ly kỳ hơn. Sự liên hệ giữa 2 người rất mơ hồ, một số kiến giải cho rằng vì Đổng trong họ của Tiểu Uyển và Đổng trong Đổng Ngạc thị liên quan, thực tế lại không như vậy[2]. Có kiến giải vì Đổng Ngạc thị rất giỏi Hán văn, nên chắc chắn là người Hán. Việc này không đúng vì em trai bà Phí Dương Cổ cũng rất giỏi Hán ngữ, nhưng ông không phải người Hán.
- Tương Thân vương Phúc tấn: Có thuyết tương truyền rằng khi còn là thiếu nữ, Đổng Ngạc thị đã từng là vợ của Tương Thân vương Bác Mục Bác Quả Nhĩ (博穆博果尔), con trai út của Thanh Thái Tông, em trai cùng cha khác mẹ với Thuận Trị Đế. Đổng Ngạc thị đoan trang, hiền thục, dịu dàng, trong sáng, thuần khiết, cốt cách thanh tao, nhã nhặn, thông minh, hiểu lễ nghĩa nên được Thuận Trị si mê. Sau khi Bác Mục Bác Quả Nhĩ qua đời (1656), Thuận Trị Đế tiếp tục theo đuổi bà một cách điên cuồng. Căn cứ Ái Tân Giác La Gia phả (爱新觉罗宗谱), thì Tương Thân vương Phúc tấn là Bác Nhĩ Tế Cát Đặc thị, con gái của Hòa Thạc Đạt Nhĩ Hán Ba Đồ Lỗ Thân vương Mãn Châu Tập Lễ (满珠习礼), do vậy Đổng Ngạc thị tuyệt đối không thể là Tương Thân vương Phúc tấn.

Có một thông tin trong hồi ức của Thang Nhược Vọng, nói rằng Thuận Trị Đế có tình cảm mãnh liệt với một phu nhân của một vị quân nhân người Mãn. Khi vị quân nhân đó biết, ông trách cứ vợ mình, nhưng sau đó bị Thiên tử quở trách, đánh đập khi nghe vụ việc này. Vị quân nhân đó uất hận mà chết, có lẽ do tự sát. Thuận Trị Đế sau đó nạp người góa phụ đó vào cung, phong làm Quý phi và năm 1660 công lịch thì sinh hạ một Hoàng tử, được Thuận Trị Đế định làm Hoàng thái tử. Nhưng vị Hoàng tử này không lâu sau qua đời, mẹ cũng sau đó mất theo.
Những ghi chép của Thang Nhược Vọng hoàn toàn phù hợp với Đổng Ngạc phi. Theo sử sách ghi lại, Đổng Ngạc thị nhập cung năm 18 tuổi, hoàn toàn không phù hợp với lứa tuổi tuyển tú (khoảng từ 13 đến 16), do vậy rất có khả năng trước đó Đổng Ngạc thị đã từng kết hôn, nhưng không phải với Tương Thân vương mà với một quý tộc Mãn Thanh nào đó. Do sự trùng hợp này, thuyết nói rằng Đổng Ngạc thị từng là Phúc tấn của Tương Thân vương rất phổ biến trong tiểu thuyết.

## Đại Thanh Hoàng quý phi

### Sách lập Hoàng quý phi
Năm Thuận Trị thứ 13 (1656), ngày 25 tháng 8 (âm lịch), Đổng Ngạc thị 17 tuổi nhập cung, được sách phong làm Hiền phi (賢妃). Sinh thời bà ngụ tại Thừa Càn cung. Thuận Trị Đế sủng ái Đổng Ngạc thị, một tháng sau vào ngày 28 tháng 9 (âm lịch, tức ngày 15 tháng 11 dương lịch), Thuận Trị Đế lại dẫn lời dụ của Chiêu Thánh Hoàng thái hậu, quyết định tấn phong Hiền phi Đổng Ngạc thị làm Hoàng quý phi, địa vị chỉ thấp hơn Hoàng hậu một bậc.
Ngày 6 tháng 12 (tức ngày 20 tháng 1 sang năm 1657), Thuận Trị Đế tổ chức buổi lễ sách phong cho Đổng Ngạc thị vô cùng long trọng, tuyên bố với thiên hạ việc sách phong Hoàng quý phi, cùng lệnh ân xá thiên hạ và gia tôn thêm huy hiệu cho Chiêu Thánh Hoàng thái hậu.
Sách văn viết:
| “                                          | 朕惟乾行翼赞。必资内职之良坤教弼成。式重淑媛之选。爰彰彝典特沛隆恩。咨尔董鄂氏、敏慧夙成。谦恭有度。椒涂敷秀。弘昭四德之修。兰殿承芬。允佐二南之化。兹仰承懿命立尔为皇贵妃。锡之册宝。其尚只勤夙夜。衍庆家邦。雍和钟麟趾之祥。贞肃助鸡鸣之理。钦哉。 . Trẫm duy càn hành dực tán. Tất tư nội chức chi lương khôn giáo bật thành. Thức trọng thục viện chi tuyển. Viên chương di điển đặc phái long ân. Tư nhĩ Đổng Ngạc thị, mẫn tuệ túc thành. Khiêm cung hữu độ. Tiêu đồ phu tú. Hoằng chiêu tứ đức chi tu. Lan điện thừa phân. Duẫn tá nhị nam chi hóa. Tư ngưỡng thừa ý mệnh lập nhĩ vi Hoàng quý phi. Tích chi sách bảo. Kỳ thượng chỉ cần túc dạ. Diễn khánh gia bang. Ung hòa chung lân chỉ chi tường. Trinh túc trợ kê minh chi lý. Khâm tai. | ” |
| — Sách văn Đổng Ngạc thị tấn Hoàng quý phi | |   |

Những chuyện chiếu cáo và gia tôn huy hiệu cho Hoàng thái hậu này chưa bao giờ xảy ra cho việc sách phong phi tần, vì Thanh Đế lập Hậu cùng Thái tử mới dùng đại lễ tuyên cáo, cùng ban bố chiếu thư tế cáo thiên hạ, và việc gia tôn huy hiệu cho Hoàng thái hậu cũng đều rơi vào lập Hậu hay võ công mới là dịp để cung thượng huy hiệu, chứ theo lệ thì sách phong phi tần đều không phải là dịp trọng đại. Đặc biệt hơn, Thuận Trị Đế lại còn dùng động từ [Sách lập; 册立] vốn chỉ dành cho Hoàng hậu để phong cho Đổng Ngạc thị làm Hoàng quý phi, lại ban cho sắc bảo Hoàng quý phi, gọi là [Hoàng quý phi bảo; 皇貴妃寶]. Việc này cho thấy Thuận Trị Đế đối với Đổng Ngạc thị đã vô cùng sủng ái, vượt qua mức bình thường, phá vỡ mọi luật lệ từng có của Đại Thanh.
Đổng Ngạc phi xuất thân danh môn khuê tú, từ nhỏ chịu sự giáo dục chặt chẽ của gia đình, do vậy am tường văn chương, đọc sách sử đã gặp qua là không quên được. Nhiều câu chuyện ghi lại, Đổng Ngạc phi thiên chân từ ái, rất thích Phật giáo, đều thường giảng cho Thuận Trị Đế cùng nghe. Mỗi lần Thuận Trị Đế xem tấu chương, qua loa xem rồi vứt, Đổng Ngạc phi thường xuyên nhắc nhở Hoàng đế phải xem cho kĩ, không thể bỏ qua. Mỗi khi Thuận Trị Đế hạ triều, bà luôn tự mình an bài ẩm thực, rót rượu khuyên cơm, thăm hỏi ân cần; mỗi khi Thuận Trị Đế phê duyệt tấu chương đến nửa đêm, bà luôn phụng dưỡng canh trà.

### Sinh hạ Vinh Thân vương
Năm Thuận Trị thứ 14 (1657), ngày 7 tháng 10 (tức ngày 12 tháng 11 dương lịch), Hoàng quý phi Đổng Ngạc thị hạ sinh Hoàng tứ tử.
Thuận Trị Đế vui mừng vì sự ra đời của con trai, lập tức ra chỉ dụ tế cáo thiên địa, tông miếu, lại còn lệnh các quan dâng biểu chúc mừng. Do vậy, từ các Thân vương, Quận vương, Bối lặc, Bối tử đến các Thủ phụ Đại thần đều lấy ngựa tốt, lụa quý dâng lên chúc mừng Hoàng tứ tử sinh ra. Ông ra chỉ chiếu thư chúc mừng, không khác gì đối đãi với Hoàng đích tử, lại còn ra lệnh đại xá thiên hạ.
Chiếu thư năm đó dành cho Hoàng tứ tử:
Phụng thiên thừa vận Hoàng đế chiếu viết: Tự cổ đế vương kế thống lập cực, phủ hữu tứ hải, tất vĩnh miên lịch tộ, thùy dụ vô cương. Thị dĩ diễn khánh phát tường, duật long dận tự. Trẫm dĩ lương đức toản thừa đại bảo, thập hữu tứ niên. Tư hà Hoàng thiên quyến hữu, tổ khảo di hưu, vu thập nguyệt sơ thất nhật, đệ nhất tử sinh, hệ Hoàng quý phi xuất. Thượng phó Thánh mẫu từ dục chi tâm, hạ úy thần dân ái đái chi khổn, đặc ban tứ xá, dụng quảng nhân ân.
Sang năm sau (1658), ngày 24 tháng 1 (tức ngày 25 tháng 2 dương lịch), Hoàng tứ tử qua đời, khi chưa được 5 tháng tuổi. Thuận Trị Đế truy phong làm Hòa Thạc Vinh Thân vương (和碩荣親王). Theo Mãn văn, chữ ["Vinh"] này có âm Mãn là 「wesihun」, ý là “Cao quý”, “Cao thượng”. Tang lễ của Hoàng tử được cử hành rất long trọng, lại còn do Thuận Trị Đế đích thân làm "Hoàng Thanh Hòa Thạc Vinh Thân vương khoáng chí" (皇清和硕荣親王圹志), còn kinh hô nói Hoàng tứ tử là 「Trẫm chi đệ nhất tử; 朕之第一子, sự thiên vị và đau xót của Thuận Trị Đế dành cho Hoàng tứ tử đã vượt mức bình thường cả tình và lý. Đứa con chết yểu này đã tác động sâu sắc đến Hoàng quý phi Đổng Ngạc thị, sức khỏe của bà giảm sút đáng kể.

## Qua đời

### Truy phong Hoàng hậu
Năm Thuận Trị thứ 17 (1660), ngày 19 tháng 8 (âm lịch), sau một thời gian dài gắng gượng, Hoàng quý phi Đổng Ngạc thị qua đời khi chỉ vừa 21 tuổi.
Cái chết của vị ái phi ấy là một đả kích rất lớn đối với Thuận Trị đế. Vị Hoàng đế này đau lòng tới nỗi ngừng thiết triều trong 4 tháng để để tang cho Đổng Ngạc thị, cho các Vương phi cùng Mệnh phụ vào cung khóc tang. Thậm chí lúc bấy giờ, Thanh cung còn phải cắt cử người trông chừng Thuận Trị cả ngày lẫn đêm nhằm đề phòng Hoàng đế tự vẫn vì quá đau lòng. Ngày 21 tháng 8 năm ấy, Thuận Trị Đế lấy ý chỉ của mẹ mình là Chiêu Thánh Hoàng thái hậu, ra chỉ dụ truy phong Hoàng quý phi Đổng Ngạc thị làm Hoàng hậu. Chỉ dụ cụ thể:
- [甲辰。諭禮部皇貴妃董鄂氏、於八月十九日薨逝。奉聖母皇太后諭上□日、皇貴妃佐理內政有年。淑德彰聞宮闈式化倐爾薨逝予心深為痛悼。宜追封為皇后。以示褒崇。朕仰承慈諭。特用追封。加之謚號。謚曰孝獻莊和至德宣仁溫惠端敬皇后。其應行典禮、爾部詳察速議具奏 。]
- [Giáp Thìn. Dụ Lễ bộ, Hoàng quý phi Đổng Ngạc thị mất vào ngày 19 tháng 8 năm nay. Phụng Thánh mẫu Hoàng thái hậu dụ thượng. Hoàng quý phi tá lý nội chính nhiều năm, thục đức chương văn, cung vi thức hóa. Phút chốc hoăng thệ, tâm của Ta bi thống không thôi. Nghĩ nên truy phong làm Hoàng hậu, để sáng tỏ đức tốt. Trẫm ngưỡng thừa từ dụ, đặc dụ truy phong, gia thụy hào, viết: Hiếu Hiến Trang Hoà Chí Đức Tuyên Nhân Ôn Huệ Đoan Kính Hoàng hậu. Những điển lễ nên cử hành, bộ Lễ tra khảo rồi tấu.]

Cùng năm ngày 23 tháng 8, định quy lễ cho đại tang của Hiếu Hiến Hoàng hậu Đổng Ngạc thị, trong đó có đề cập Thuận Trị Đế dẫn Hoàng thái hậu cùng Hoàng hậu trí tế Tế đàn cho Hiếu Hiến Hoàng hậu. Ngày 26 tháng 8 cùng năm, Thuận Trị Đế tiến hành làm lễ truy phong cho Đổng Ngạc thị, khiển quan tế cáo Phụng Tiên điện nhưng lại không tế cáo Thái Miếu như bình thường. Cùng ngày hôm đó, Hoàng đế tuyên bố sách văn truy phong.
Sách văn:
| “                                                   | 朕惟治隆内则。史称淑德之祥。化始深宫。诗诵徽音之嗣。历稽往牒咸有嘉谟。若夫睿质夙昭、允协符于坤极荣名未备、宜追锡于瑶编。爰展哀悰。以彰惠问。尔皇贵妃董鄂氏、肃雍德茂淑慎性成。克令克柔。安贞叶吉。惟勤惟俭。静正垂仪。孝养孔虔、愉婉顺慈闱之志。恪共弥劭、赞襄端椒寝之风。方期永式于璇房。讵意俄升夫仙驭。凡兹九宇、同深月掩之惊。矧余一人、益重鉴亡之痛。嗟掖庭之失助。伤令范之云遐。露泫风回、感凄清于素节。帏虚殿迥、怅窅邈于云程。不褒琬琰之章、曷著珩璜之度。是以慈怀殷眷。懿命重申。朕仰奉德音。特隆殊典。追封为皇后。锡之玉册玉宝。载加显号用表遗徽。谥曰孝献庄和至德宣仁温惠端敬皇后呜呼。彤史徒馨恫音容之遂隔。丹纶用贲顾褕翟而增悲。荣哀之礼斯崇轸悼之思逾切。弘兹宠制。贻厥芳型宝文曰孝献庄和至德宣仁温惠端敬皇后之宝。 . Trẫm duy trị long nội tắc. Sử xưng thục đức chi tường. Hóa thủy thâm cung. Thi tụng huy âm chi tự. Lịch kê vãng điệp hàm hữu gia mô. Nhược phu duệ chất túc chiêu, duẫn hiệp phù vu khôn cực vinh danh vị bị, nghi truy tích vu dao biên. Viên triển ai tông. Dĩ chương huệ vấn. Nhĩ Hoàng quý phi Đổng Ngạc thị, túc ung đức mậu thục thận tính thành. Khắc lệnh khắc nhu. An trinh diệp cát. Duy cần duy kiệm. Tĩnh chính thùy nghi. Hiếu dưỡng khổng kiền, du uyển thuận từ vi chi chí. Khác cộng di thiệu, tán tương đoan tiêu tẩm chi phong. Phương kỳ vĩnh thức vu toàn phòng. Cự ý nga thăng phu tiên ngự. Phàm tư cửu vũ, đồng thâm nguyệt yểm chi kinh. Thẩn dư nhất nhân, ích trọng giám vong chi thống. Ta dịch đình chi thất trợ. Thương lệnh phạm chi vân hà. Lộ huyền phong hồi, cảm thê thanh vu tố tiết. Vi hư điện huýnh, trướng yểu mạc vu vân trình. Bất bao uyển diễm chi chương, hạt trứ hành hoàng chi độ. Thị dĩ từ hoài ân quyến. Ý mệnh trọng thân. Trẫm ngưỡng phụng đức âm. Đặc long thù điển. Truy phong vi Hoàng hậu. Tích chi ngọc sách ngọc bảo. Tái gia hiển hào dụng biểu di huy. Thụy viết Hiếu Hiến Trang Hoà Chí Đức Tuyên Nhân Ôn Huệ Đoan Kính Hoàng hậu. Ô hô! Đồng sử đồ hinh đỗng âm dung chi toại cách. Đan luân dụng bí cố du địch nhi tăng bi. Vinh ai chi lễ tư sùng chẩn điệu chi tư du thiết. Hoằng tư sủng chế. Di quyết phương hình bảo văn viết Hiếu Hiến Trang Hoà Chí Đức Tuyên Nhân Ôn Huệ Đoan Kính Hoàng hậu chi bảo. | ” |
| — Sách văn truy phong Hiếu Hiến Đoan Kính Hoàng hậu | |   |

Việc truy phong Hoàng hậu này của Thuận Trị Đế là trái với điển lệ vì Hoàng hậu Bát Nhĩ Tế Cát Đặc thị vẫn đang tại vị. Ông còn định cho tuẫn táng thái giám, cung nữ tổng cộng 30 người để theo hầu hạ Hiếu Hiến Đoan Kính Hoàng hậu dưới cửu tuyền, nhưng rất may điều này sau đó bị can gián. Theo lệ và tuyên bố, Hoàng quý phi Đổng Ngạc thị  qua đời thì nghỉ triều 5 ngày, nhưng thực tế thì Thuận Trị Đế lại cho nghỉ hẳn hơn mấy tháng trời không xử lý chính sự.

### An táng cùng tiếc thương
Năm Thuận Trị thứ 17 (1660), ngày 27 tháng 8 (âm lịch), kim quan của Hiếu Hiến Đoan Kính Hoàng hậu đến Cảnh Sơn, tạm an ở Kiến Đức điện (观德殿), nâng tử cung đều là do Thuận Trị Đế chọn quan viên Hàm nhị phẩm, tam phẩm trong Mãn Châu Bát kỳ.
Điển chế này, không nói đến tang lễ của Hoàng quý phi trong lịch sử nhà Thanh, mà ngay cả tang lễ Hoàng hậu cũng không đến mức đó. Thuận Trị Đế còn tuyển 108 tăng nhân tụng kinh cầu phúc siêu độ vong hồn. Ngày 8 tháng 10, Thuận Trị Đế lần thứ 5 đích thân tới Thọ Xuân điện (寿椿殿), vi Hậu đoạn thất. Tháng 11 cùng năm, Thuận Trị Đế lấy di nguyện của Hiếu Hiến Đoan Kính Hoàng hậu, đình chỉ Hạ niên thu quyết (下年秋决), bên cạnh đó Hoàng đế còn ra lệnh ở hai núi Tây Uyển, Quảng Tế cử hành đại lễ đại tràng cầu phúc siêu độ cho Hiếu Hiến Đoan Kính Hoàng hậu.
Theo quy định nhà Thanh, ngày thường Hoàng đế phê tấu chương dùng bút son, khi có tang của Hoàng đế hay Thái hậu mới dùng màu lam, sau 27 ngày thì lại chuyển về dùng bút son, tang lễ Hoàng hậu không có định chế này. Thế nhưng tang lễ Hiếu Hiến Đoan Kính Hoàng hậu, Thuận Trị Đế lại đã dùng bút lam, còn kéo dài đến 4 tháng trời, có thể thấy rõ sự phá cách vượt trội của Thuận Trị Đế đối với bà. Đây cũng là một trong những hành động đáng chê trách của Thuận Trị Đế, vì khi đó mẹ ông là Chiêu Thánh Hoàng thái hậu vẫn còn sống, nếu làm như vậy thì tỏ ra sự bất kính bất hiếu của Hoàng đế đối với mẹ đẻ, bên cạnh đó lại càng thêm một việc trái quy tắc khi để tang hậu phi. Do nhớ nhung Hiếu Hiến Đoan Kính Hoàng hậu, Thuận Trị Đế còn lệnh cho Đại học sĩ Kim Tuấn Chi (士金之) sáng tác "Hiếu Hiến Hoàng hậu truyện" (孝献皇后传), lại mệnh Nội các Học sĩ Hồ Thiệu Long (胡兆龙), Vương Hi (王熙) soạn "Hiếu Hiến Hoàng hậu ngữ lục" (孝献皇后语录). Hoàng đế còn tự mình viết "Hiếu Hiến Hoàng hậu hành trạng" (孝献皇后行状), lại lấy danh nghĩa truy điệu mà làm ra "Ngự chế ai sách" (御制哀册), "Ngự chế hành trạng" (御制行状), tôn vinh Hiếu Hiến Đoan Kính Hoàng hậu lời nói luôn ngon ngọt, hết sức thục nữ nhu thuận, lời lẽ thập phần tình cảm khôn xiết, dào dạt đạt 4,000 từ, nội dung thập phần phong phú. Sau khi Hiếu Hiến Đoan Kính Hoàng hậu qua đời chỉ nửa năm, vào ngày 7 tháng 1 (âm lịch) năm Thuận Trị thứ 18 (1661), Thuận Trị Đế băng hà tại Dưỡng Tâm điện khi mới chỉ 22 tuổi. Chị em trong tộc của Hiếu Hiến Đoan Kính Hoàng hậu là Trinh phi Đổng Ngạc thị bị bắt phải tuẫn táng.
Năm Khang Hi thứ 2 (1663), ngày 10 tháng 7 (âm lịch), Hiếu Hiến Đoan Kính Hoàng hậu Đổng Ngạc thị được hợp táng cùng Thuận Trị Đế tại Hiếu lăng (孝陵), thuộc khu Thanh Đông lăng (Tuân Hoá, Hà Bắc). Điểm đáng chú ý rằng khi dùng từ gọi việc an táng của Đổng Ngạc thị, Thanh sử cảo dùng ["Hợp táng"; 合葬], ý nói Đổng Ngạc thị là "cùng được chôn" với Thuận Trị Đế vào lăng viên. Đây là loại từ Hán ngữ chỉ dành cho việc mai táng Nguyên phối Hoàng hậu của một Hoàng đế, vì Phi tần hay thậm chí Kế hậu thông thường cũng chỉ ghi là ["Phụ táng"; 附葬] hay ["Tùng táng"; 从葬], mang nghĩa bồi hầu.

### Kiêng kỵ
Về sau, Khang Hi Đế không thêm Đế thụy [Chương] vào thụy hiệu của bà, không thiết thần bài cho bà ở Thái Miếu mà chỉ có thể dựng trong gian phía Tây của Long Ân điện tại Hiếu lăng, một vị trí phụ cận chỉ chuyên dùng để linh vị cho các Phi tần bồi táng của các Hoàng đế. Bên cạnh đó, Khang Hi Đế vào những ngày sinh thần, ngày kị của Hiếu Hiến Đoan Kính Hoàng hậu cũng chưa từng bao giờ sai quan viên đến tế cáo. Ngay cả sau Hiếu Huệ Chương Hoàng hậu qua đời, Khang Hi Đế cũng không đưa thần vị của Đổng Ngạc thị nhập Thái Miếu, các dịp về sau Khang Hi Đế chỉ có thể làm lễ sơ sài tại Hiếu lăng. Ngoài ra, khi soạn thảo Thanh thực lục ghi chép về thời Thuận Trị, Khang Hi Đế không cho gọi bà là [Hiếu Hiến Hoàng hậu], mà chỉ thành [Đoan Kính Hoàng hậu] mà thôi.
Xét công bằng mà nói, địa vị của Hiếu Hiến Hoàng hậu Đổng Ngạc thị là lý do khiến Khang Hi Đế kiêng kị. Nếu xét về vị thứ Hoàng hậu thì bà không được chính danh như Phế hậu Tĩnh phi, hoặc Kế vị Trung cung như Hiếu Huệ Chương Hoàng hậu, nếu xét về Đế mẫu thì cũng không phải, vì mẹ ruột của Khang Hi Đế là Hiếu Khang Chương Hoàng hậu. Vì những lẽ ấy, Hiếu Hiến Đoan Kính Hoàng hậu dường như là Hoàng hậu bị kiêng dè nhất trong lịch sử nhà Thanh.

## Trong văn hóa đại chúng
| Năm  | Tên phim                                      | Tên trong phim                   | Diễn viên                  | Ghi chú                                        |
| 1964 | 《Thâm cung oán》 (深宫怨)                    | Đổng Tiểu Uyển 董小宛            | Vưu Mẫn 尤敏               | Phim đồng nhất Đổng Ngạc phi và Đổng Tiểu Uyển |
| 1984 | 《Lộc đỉnh ký》 (鹿鼎记)                      | Đổng Ngạc phi                    | Cao Diệu Tư 高妙思         |                                                |
| 1997 | 《Khang Hi tình tỏa kim điện》 (康熙情锁金殿) | Đổng Ngạc phi                    | Ông Hồng 翁虹              |                                                |
| 2002 | 《Cách cách lấy chồng》 (格格要出嫁)          | Kim Thiền cách cách 金蟾格格     | Nghê Duệ Tư 倪睿思         | Nguyên hình Đổng Ngạc phi                      |
| 2003 | 《Thiếu niên thiên tử》 (少年天子)            | Đổng Ngạc Ô Vân Châu 董鄂·乌云珠 | Hoắc Tư Yến 霍思燕         |                                                |
| 2003 | 《Hiếu Trang bí sử》 (孝庄秘史)               | Đổng Ngạc Uyển Như 董鄂·宛如     | Thư Sướng 舒畅             |                                                |
| 2011 | 《Tử Cấm kinh lôi》 (紫禁惊雷)                | Đổng Ngạc Tử Vi 董鄂·紫薇        | Chu Toàn 朱璇              |                                                |
| 2012 | 《Mỹ nhân vô lệ》 (美人无泪)                  | Đổng Ngạc Uyển Ninh 董鄂·宛宁    | Trương Tuyết Nghênh 張雪迎 |                                                |
| 2015 | 《Đa tình giang sơn》 (多情江山)              | Đổng Tiểu Uyển 董小宛            | Hầu Mộng Dao 侯梦瑶        | Phim đồng nhất Đổng Ngạc phi và Đổng Tiểu Uyển |
| 2015 | 《Đại Ngọc Nhi truyền kỳ》 (大玉儿传奇)       | Nhược Hề (若兮) Uyển Vân (宛云)  | Tôn Tuyển Đình 孙婉婷      | Phim hư cấu Đổng Ngạc phi là chị em sinh đôi   |